# Sinagoga Neologă din Oradea
Sinagoga Neologă Sion din Oradea este un lăcaș de cult evreiesc din municipiul Oradea, localizat pe Str. Independenței nr. 22. Ea a fost construită în perioada 1877-1878 în stil neomaur. 
Sinagoga Neologă din Oradea a fost inclusă pe Lista monumentelor istorice din județul Bihor din anul 2015, având codul de clasificare  BH-II-m-B-01054 .

## Istoric
În anul 1870, în contextul sciziunii iudaismului maghiar, comunitatea evreiască din Oradea s-a împărțit într-o comunitate ortodoxă și în cea neologă. Comunitatea evreiască neologă a construit pe malul Crișului o sinagogă monumentală, după planurile inginerului șef al orașului, David Busch, și sub coordonarea inginerului Kálmán Rimanóczy Senior. Piatra de temelie a sinagogii a fost pusă la 9 aprilie 1877, iar lucrările de construcții au fost finalizate la 24 septembrie 1878.
Sinagoga neologă din Oradea are o capacitate de 1.000 de locuri.
În lista sinagogilor din România publicată în lucrarea Seventy years of existence. Six hundred years of Jewish life in Romania. Forty years of partnership FEDROM – JOINT, editată de Federația Comunităților Evreiești din România în anul 2008, se preciza că Sinagoga Neologă Sion din Oradea nu mai era în funcțiune.

## Arhitectura sinagogii
Sinagoga Neologă din Oradea este o clădire cu plan pătrat, cu aspect de Renaștere Italiană. Ea are o cupolă centrală de dimensiuni mari, care se reazemă prin intermediul a patru pandantivi pe patru arce mari . Pe cupolă se află ferestre înalte. 
Fațada principală a sinagogii dă spre Strada Independenței, fiind inspirată din arta maură. Pe fațadă se află ferestre impozante în plin cintru, delimitate de semipilaștri. Fresca din sinagogă îi aparține pictorului Mór Horovitz din Kosice.
Intrarea în sinagogă se face de pe partea vestică, bărbații intrând prin trei uși în arc semicircular, iar femeile prin două uși rectangulare amplasate pe partea laterală a fațadei .

## Fotogalerie

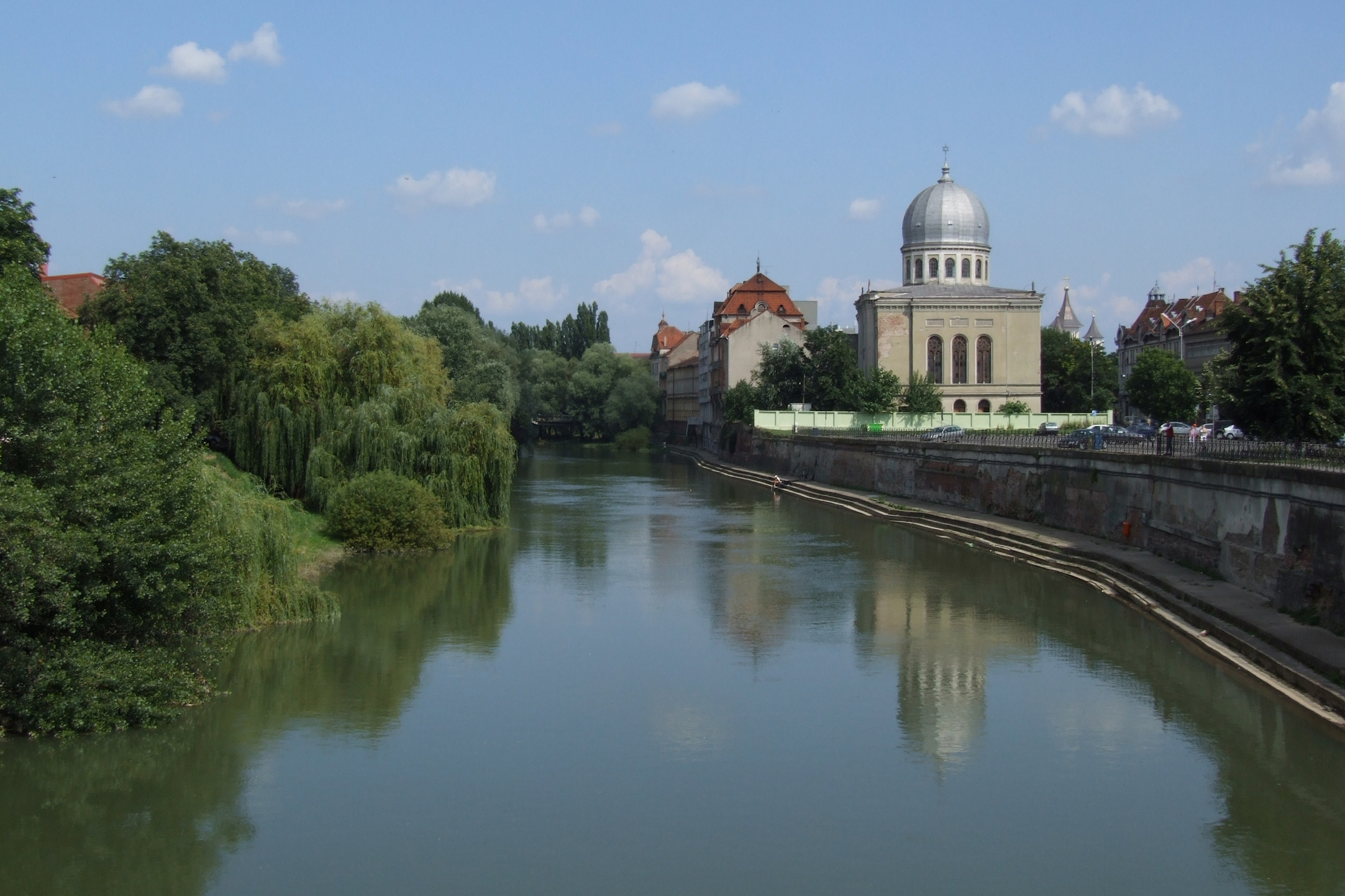
Sinagoga neologă din Oradea
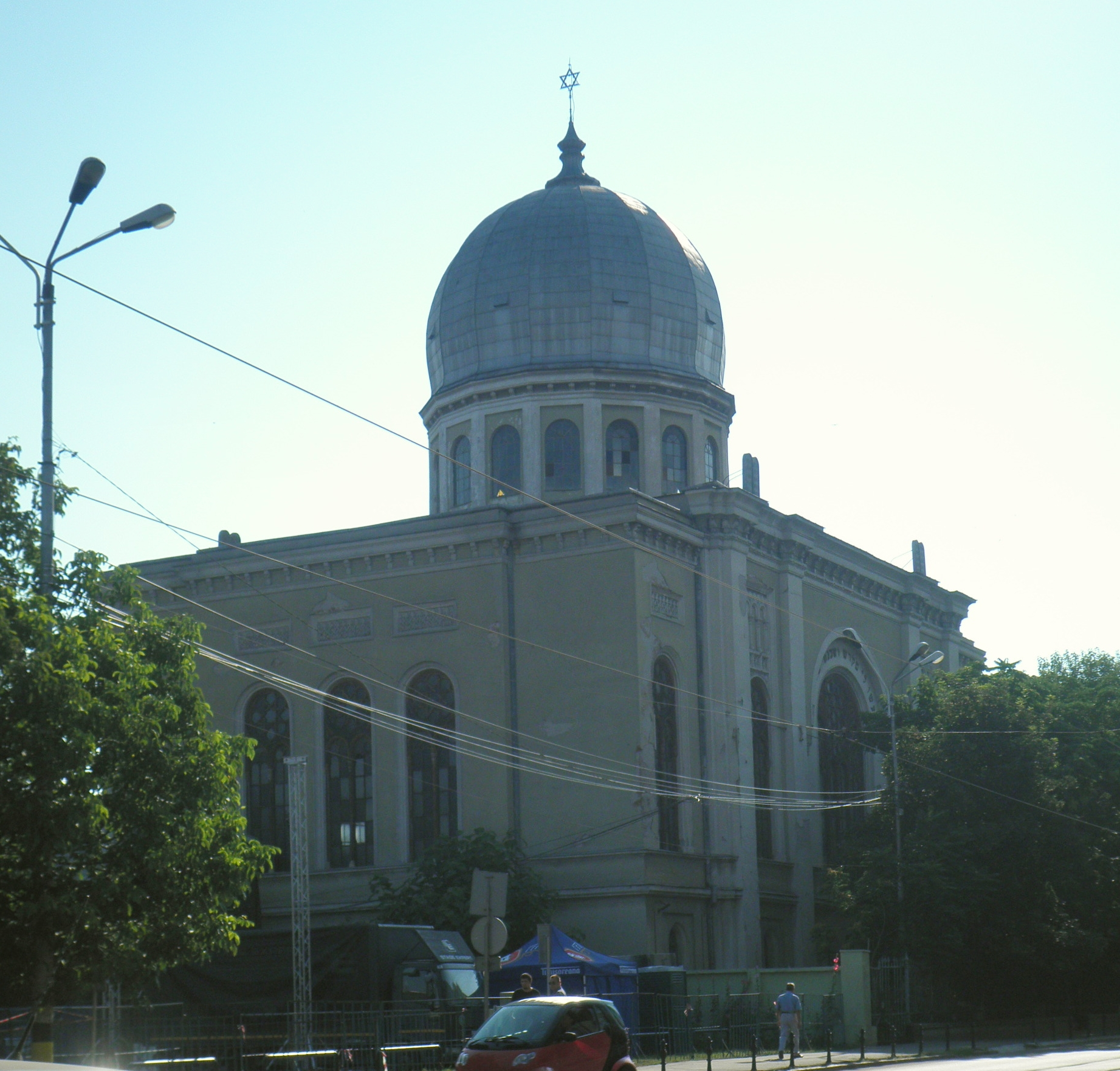
Sinagoga neologă din Oradea
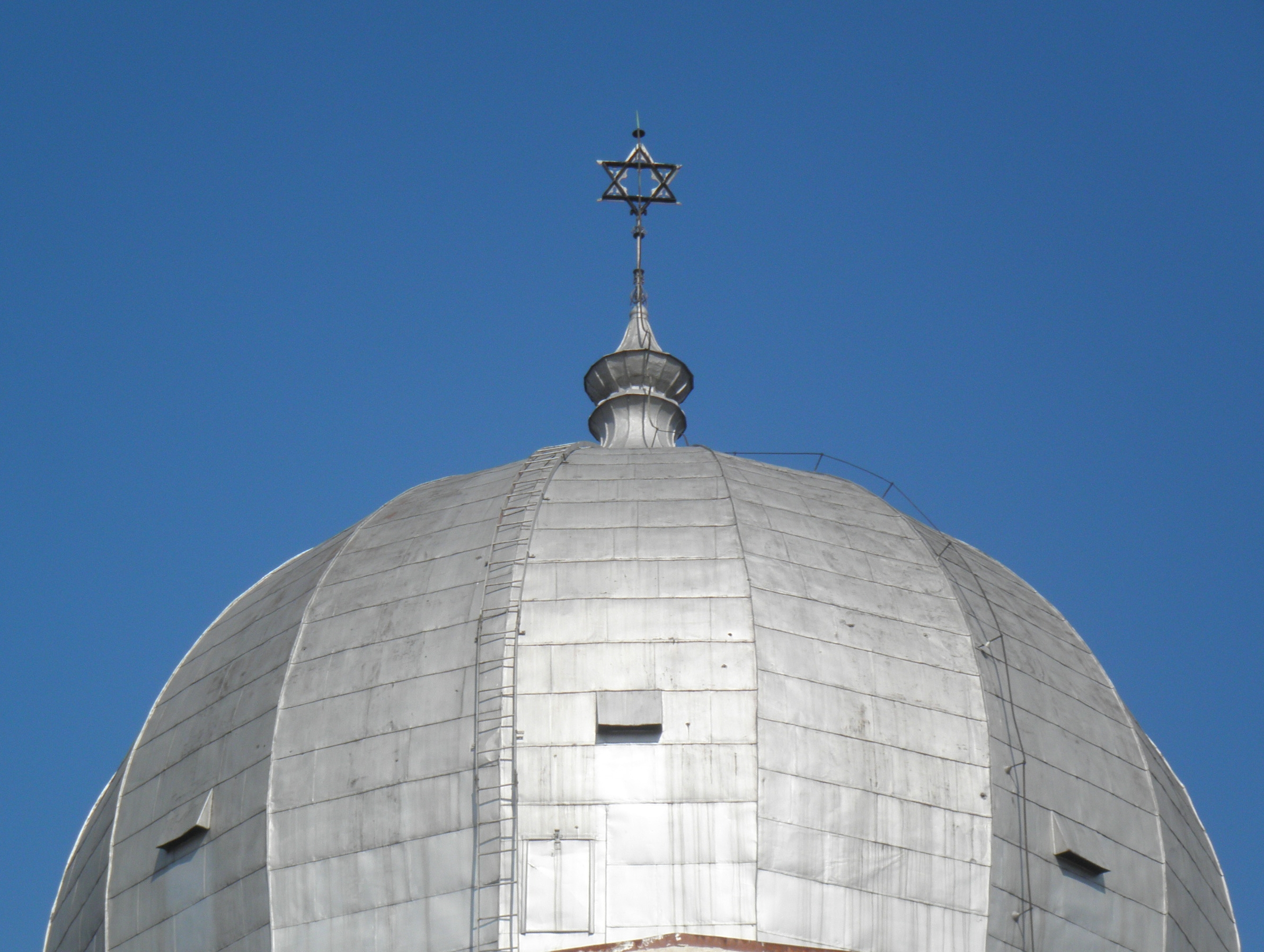
Sinagoga neologă din Oradea
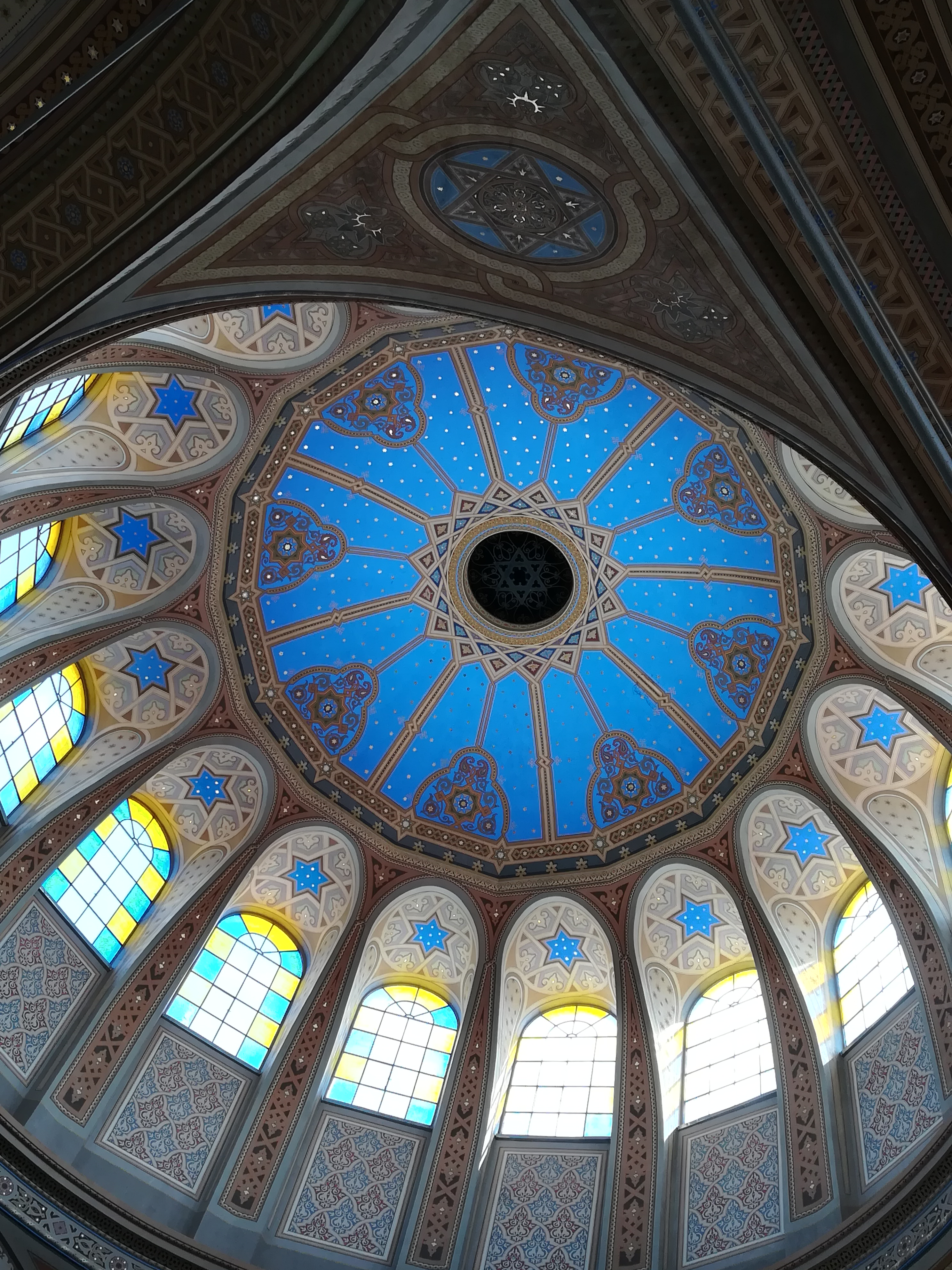
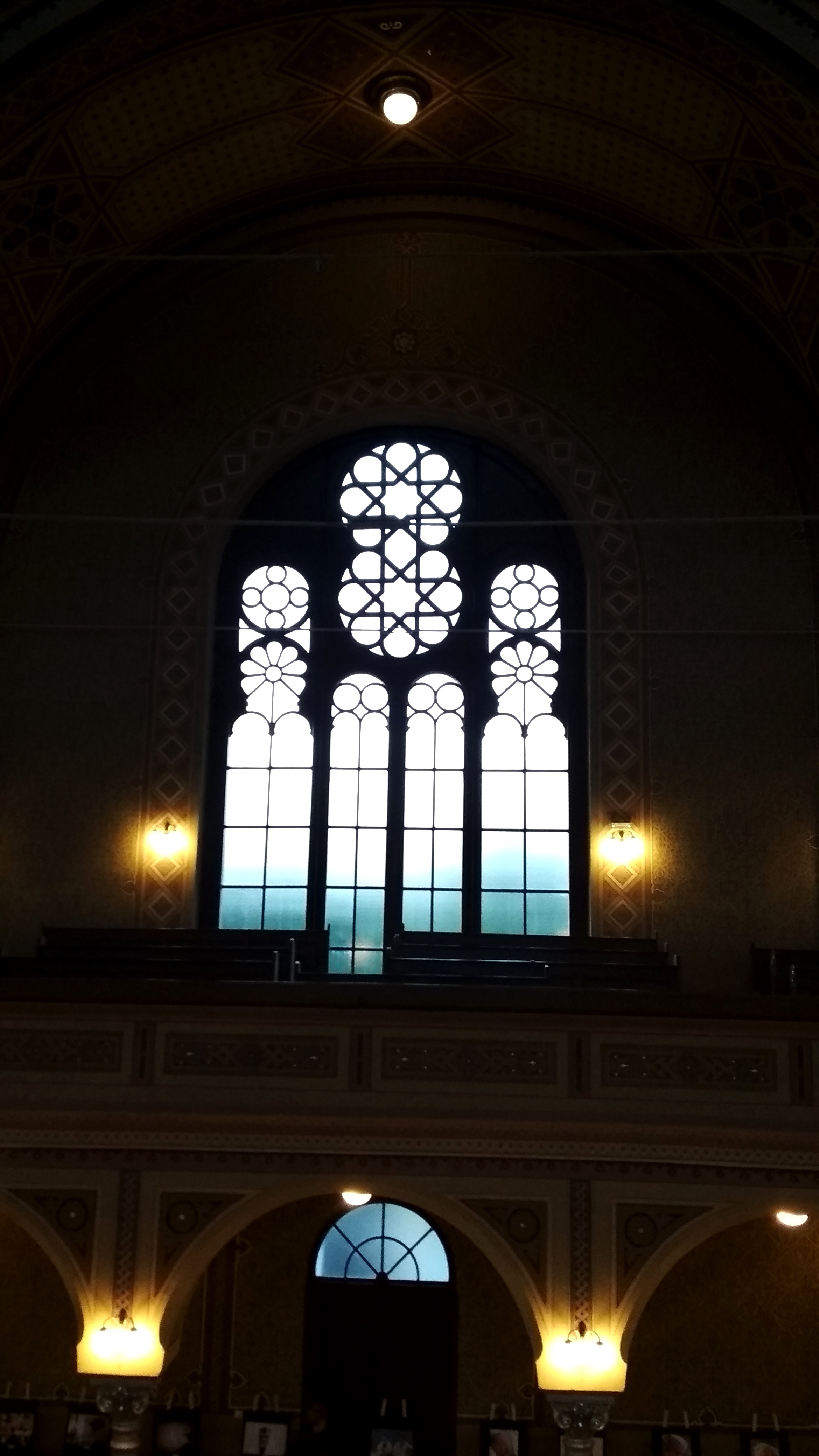